# Supernova
 "Stella Nova" omdirigeres hertil. For Tycho Brahes optegnelser om opdagelsen af en Supernova, se De Stella Nova.
En supernova er en stjerne, som detonerer eller eksploderer, når den har brugt sin beholdning af fusionerbare grundstoffer. Der findes flere forskellige typer supernovaer. Supernova betegner en kraftig eksplosion og/eller kraftigt lysglimt set fra Jorden, mindre eksplosioner betegnes nova.

## Supernova – en kosmisk katastrofe

### Massiv stjerne som supernova
Den ene type starter som en stjerne med en masse på 7-9 gange vor Sol og derover (en mere præcis nedre grænse kan ikke angives, idet den afhænger af bl.a. stjernens sammensætning af grundstoffer på dannelsestidspunktet), som dør i en gigantisk detonation. Jo større en stjerne er, desto hurtigere løber den tør for brint og andre fusionerbare grundstoffer med atomvægt til og med jerns og afslutter sit liv med at detonere. Fasen hvori jern (plus små mængder af andre tunge grundstoffer, som fx nikkel) dannes er den sidste i stjernens liv – den tager kun nogle minutter.
Sådanne tunge stjerner ender som supernovaer af typerne Ib, Ic, II, IIL, IIP og IIn. Som rest efter detonationen bliver enten en neutronstjerne eller et sort hul og desuden en supernovarest. Der er en øvre grænse for supernovadannelse, idet stjerner med masser over et sted mellem 45 og 60 solmasser, i stedet for at detonere, falder direkte sammen som sorte huller. Pga. det overmåde lille antal stjerner i denne størrelse (og de deraf følgende meget få observationer) kan grænsen for denne proces ikke angives mere præcist.
Kollapset af de centrale dele til enten en neutronstjerne eller et sort hul frigiver umådelig mængder energi. Det er gravitationsenergi der bliver frigivet. Stoffet i en døende stjerne styrter sammen til at objektet har en radius på få kilometer. Mængden af energi der bliver frigivet er større, end hvad solen producerer gennem dens levetid. Denne mængde energi bliver frigivet på brøkdele af sekunder, som resulterer i en eksplosion, hvor lag af stjernen blæses ud i rummet med en fart på mange tusinde km i timen. Dermed er stjernen blevet til en Supernova. Supernovaens atmosfære spreder sig enormt hurtigt, og kan dage efter have en størrelse på vores solsystem. Det er så kort tid, at atmosfæren ikke kan nå at nedkøles, og derfor kan supernovaer i få dage lyse lige så kraftigt som alle Mælkevejens stjerner tilsammen.
Lysstyrken af en supernova er givet ved:
{\displaystyle L=4*\Pi *R^{2}*\sigma *T^{4}}
(T = temperaturen, R = Radius af supernova)
Supernova eksplosioner er afgørende i dens rolle for Mælkevejens udvikling. Det er nemlig inden i stjerner og under eksplosioner, at der er blevet og bliver dannet grundstoffer, som vi her på jorden kender til, da vores også er forekommet af en supernovaeksplosion, formodes det.

### Hvid dværg som supernova
En anden form for supernova, type Ia, starter som en hvid dværgstjerne
Hvis en sådan stjerne indgår i et dobbeltstjerne- eller flerstjernesystem, og i et kredsløb, som er tilstrækkeligt nær en anden af stjernerne i systemet, kan den få overført så meget stof fra den anden stjerne, at dens masse overstiger Chandrasekhargrænsen, hvilket medfører en detonation, en eksplosion, en conflagration eller en kombination af to eller flere af disse.
Af en supernova af type Ia resterer (næsten) altid kun en supernovarest, kun i ekstreme tilfælde efterlades en form for rest-stjerne. Indtil maj 2008 er kun én enkelt sådan blevet observeret.

### Navngivning af supernovaer
Den første supernova i et kalenderår kaldes SN<Årstal>A, den næste SN<Årstal>B og så fremdeles til SN<Årstal>Z, den følgende kaldes SN<Årstal>aa og nr. 702 SN<Årstal>zz. Den første SN observeret i 2010 hed følgelig SN2010A, den 26. hed SN2010Z og den 28. hed SN2010ab.

### Grundstoffer som dannes i en supernova
Mange af solsystemets planeter indeholder materiale fra supernovaeksplosioner. Eksempelvis består en stor del af jordens kerne af grundstoffet Jern, hvoraf en stor del stammer fra en supernova af den type, som starter med at være meget massiv. Alle grundstoffer med større atomvægt end Jern – fx Guld – er dannet i en supernova (eller ved neutronstjerners sammenstød).

En stor del af de kulstofatomer, som alt jordisk liv, herunder også mennesket, bygger på, kommer også fra supernovaeksplosioner, ligesom supernova af type Ia er ophav til hovedparten af den Ilt, som findes på Jorden.

### Historisk omstella nova
Stella nova betyder ordret ny stjerne og henviser ofte til den eksploderende stjerne i stjernebilledet Cassiopeia, som Tycho Brahe bemærkede i 1572, og beskrev i den lille bog De nova stella (latin: Om Den Nye Stjerne). Tycho Brahe troede, at det var en nyfødt stjerne.
I dag kaldes eksploderende stjerner af denne type for supernovaer, og Tycho Brahes supernova hedder nu SN 1572, fordi den på jorden blev observeret i år 1572, men faktisk eksploderede den ca. 7500 år før, da SN 1572 er ca. 7500 lysår fra jorden.
Den sidste supernova, som er observeret under et udbrud i vor galakse var synlig i 1604. Denne er kendt som Keplers Supernova eller Keplers stjerne, som eksploderede i stjernebilledet Slangeholderen. Stjernen befandt sig ca. 20.000 lysår fra Jorden.

### Typer af supernovaer
Supernovaer opdeles i to hovedkategorier, type I og type II. Disse er kategoriseret efter henholdsvis, mangel på eller forekomst af brintlinjer i stjernes spektrum.

#### Type I
Der findes forskellige typer af type I supernovaer.
Type Ia-supernovaer er oftest hvide dværge, som befinder sig i et dobbeltstjernesystem. Disse eksploderer ved, at de har optaget gas fra følgestjernen, så den til sidst opnår en masse, så den bliver ustabil. Herefter undergår stjernen en hurtig fusionskæde, fra kulstof og ilt til nikkel og jern. Som følge af fusionskæden, udsender den voldsomme mængder af energi, hvorefter den eksploderer.
Type Ib- og Ic-supernovaer antages at blive dannet på samme måde som type II supernovaer. Dog har de eksploderende stjerner, inden supernovaeksplosionen, bortkastet deres yderste lag af brint (type Ib) og helium (type Ic). Denne bortkastning skyldes enten en kraftig stjernevind eller en vekselvirkning med en anden stjerne i et dobbeltstjernesystem.

#### Type II
Type II supernovaer opstår, når stjerner, som er mere end 5-8 gange større end solen, har gennemløbet deres fusionprocesser op til dannelse af nikkel og jern i den centrale kerne. Når den er nået til dette punkt, fusionerer den ikke yderligere. Dette gør at den centrale energiproduktionen i kernen falder, trykket formindskes, og gravitationen får den centrale kerne til at kollapse. Under kollapset mindskes den centrale kerne og der omdannes protoner til neutroner, grundet elektronindfangning i kernen. Når radiussen af den centrale kerne er omkring 10 km, er neutrongassen så tæt, at den bremser yderligere kollaps og skubber på de omgivende lag. Dette forårsager en chokbølge til at brede ud i stjernen og dermed slynger det resterende stof ud med en hastighed på over 10.000 km/s.
Efter eksplosionen udsendes en gaståge, som udsender kraftigt lys. Centralt i tågen findes en neutronstjerne eller, hvis stjernen er meget tung (over 20 solmasser), et sort hul. Omkring 99% af energien frigivet af supernovaeksplosionen af type II, udsendes som neutrinoer.